# Pražského povstání (métro de Prague)
Pražského povstání est une station de métro à Prague, en Tchéquie. Située sur la ligne C du métro de Prague entre Vyšehrad et Pankrác, elle est ouverte depuis le 9 mai 1974.